# Federico Bellone
Federico Bellone (Milano, 3 agosto 1981) è un regista teatrale e produttore teatrale italiano.

## Biografia
Laureato in discipline delle spettacolo presso l'università Cattolica, studia recitazione, canto, danza e pianoforte tra Milano, Nizza e New York.
Nel 1997 prende in mano la gestione del Teatro Leone XIII di Milano e della sua scuola di recitazione.
Nel 1999 è per Compagnia della Rancia, prima società di produzione italiana nel settore musical, aiuto-regista di Saverio Marconi e poi regista, firmando a 24 anni il revival di Grease, oltre che collaboratore alla produzione.
Nel 2001 vince il premio internazionale Ernesto Calindri per il libretto e la musica de La notte di San Valentino, di cui è anche protagonista al Teatro Filodrammatici di Milano.
Nel 2002 produce e dirige Annie con la sua società di produzione "Live on Stage".
Nel 2009 fino al 2013 è direttore artistico per l'Italia, e poi regista e regista associato, per Stage Entertainment, multinazionale nel settore al mondo, per i teatri Nazionale e Brancaccio. 
Dal 2002 ad oggi dirige e produce a Milano, Roma o in tour nazionali italiani e, per produzioni internazionali e nel West End di Londra, molti musical di successo. Le sue regie includono Dirty Dancing (che nel 2014 lo vede impegnato come produttore esecutivo mentre nella versione del 2015 di Milano, Roma e Arena di Verona e 2016 del West End al Phoenix Theatre, tour inglese e internazionale, Madrid, Barcellona e in tour nazionale spagnolo, Città del Messico lo vede impegnato come regista), The Bodyguard - Guardia del Corpo, West Side Story, Fame, Disney Newsies, Sugar - A qualcuno piace caldo, Titanic, Flashdance, Disney High School Musical, Mamma mia!, Sister Act, Disney - La Bella e la Bestia e Show Boat.
Dal 2007 fino al 2016 è direttore artistico per SDM - La scuola del Musical di Milano.
Tiene seminari presso le università Bocconi e Statale di Milano, l'Accademia di Belle Arti di Brera e al conservatorio Verdi di Milano.
Per la televisione è ospite a Amici su Canale 5 e giudice in Sister Act - Il casting per Sky.

## Teatro

### Regista
- Annie (anche produttore e libretto italiano) (2002)
- La piccola bottega degli orrori (anche produttore) (2004)
- Broadway Generation, "Gardaland" (anche autore e consulente per le illusioni) (2006)[4]
- High School Musical - Lo spettacolo  (co-regia con Saverio Marconi e consulente per le illusioni) (2008)
- Christmas Spectacular Show, "Gardaland" (anche autore e consulente per le illusioni) (2008)[5]
- Hollywood Dreams, "Gardaland" (anche autore e consulente per le illusioni) (2008)[6]
- Grease (2008)
- Hollywood Cemetery, "Gardaland" (anche autore e consulente per le illusioni) (2009)[7]
- Concerto dell'8 volte premio Oscar Alan Menken (2009)[8]
- Flashdance (2010)
- Titanic, con Danilo Brugia (autore, compositore e consulente per le illusioni) (2013)
- Sugar - A qualcuno piace caldo, con Christian Ginepro, Pietro Pignatelli, Justine Mattera (co-prodotto dal Teatro Stabile di Verona) (2013)
- Sunset Boulevard, con Donatella Pandimiglio, "Festival di Todi" (2014)[9]
- Workshop - Il giro del mondo in 80 giorni (co-regia) (2015)[10]
- Dirty Dancing (2015 e 2016)[11] (anche tour Regno Unito e West End di Londra e Germania, Spagna, Francia, Messico)
- Newsies (2015)[12]
- Fame - Saranno Famosi (anche co-produttore esecutivo) (2016)[13]
- West Side Story (anche co-produttore esecutivo) (2016),[14] nel 2017 anche al Teatro Carlo Felice di Genova
- The Bodyguard - Guardia del corpo (anche co-produttore esecutivo) (2017)[15]
- Disney and Cameron Mackintosh's Mary Poppins (2018)
- An American in Paris (anche scenografo) al Teatro Carlo Felice di Genova (2018)
- Ghost the musical (anche scenografo) in Spagna (2019)
- Charlie e la Fabbrica di Cioccolato (anche scenografo), alla Fabbrica del Vapore di Milano (2019)
- The Phantom of the Opera al Politeama Rossetti di Trieste e al Teatro degli Arcimboldi di Milano (2023)
- Anastasia, tour nazionale 2024/2026

### Regia associata (Teatro Musicale)
- La bella e la bestia (2009)
- Sister Act (co-prodotto da Whoopi Goldberg) (2011)

### Regia di Teatro di prosa
- American Bar, "Festival di Todi" (2013)[16]

### Aiuto regia
- Pinocchio - Il grande musical dei Pooh, con Manuel Frattini (anche co-consulente per le illusioni) (2003)
- Sweet Charity, con Lorella Cuccarini e Cesare Bocci (2005)
- Grease, con Flavio Montrucchio (2005)
- Tutti insieme appassionatamente, con Michelle Hunziker e Luca Ward (anche versi italiani) (2005)
- Cantando sotto la pioggia, con Raffaele Paganini e Giulia Ottonello (2005)
- The Producers di Mel Brooks, con Enzo Iacchetti e Gianluca Guidi (2006)
- Omaggio a Garinei e Giovannini - Il giorno della tartaruga, con Chiara Noschese, Christian Ginepro (2007)[17]
- A Chorus Line (2011)

### Attore
- La notte di San Valentino (2001)[18]
- Caffè Esperanto (2002)[19]
- Cenerentola